# Main Offender
Main Offender es el segundo álbum de estudio del músico británico Keith Richards, publicado por la compañía discográfica Virgin Records en octubre de 1992. El álbum, publicado entre los proyectos de The Rolling Stone Steel Wheels y Voodoo Lounge, fue grabado con Steve Jordan y Waddy Wachtel. Las sesiones fueron grabadas con el grupo The X-Pensive Winos entre California y Nueva York en marzo y septiembre de 1992, con una posterior gira por Europa en otoño del mismo año y por Estados Unidos a comienzos de 1993.
Tras su lanzamiento, Main Offender obtuvo en general buenas reseñas de la prensa musical. Sin embargo, no consiguió el éxito comercial de su predecesor, Talk Is Cheap, y solo alcanzó el puesto 45 en la lista británica de discos más vendidos y el 99 en la homóloga estadounidense. Tras la gira de Main Offender, Richards continuó trabajando con The Rolling Stones, aparcando su carrera en solitario durante más de dos décadas hasta el lanzamiento en 2015 de Crosseyed Heart.

## Lista de canciones
| N.º | Título                   | Escritor(es)                                | Duración |  |
| 1.  | «999»                    | Keith Richards, Steve Jordan, Waddy Wachtel | 5:50     |  |
| 2.  | «Wicked as It Seems»     | Richards, Jordan, Charley Drayton           | 4:45     |  |
| 3.  | «Eileen»                 | Richards, Jordan                            | 4:29     |  |
| 4.  | «Words of Wonder»        | Richards, Jordan, Wachtel                   | 6:35     |  |
| 5.  | «Yap Yap»                | Richards, Jordan, Watchel                   | 4:43     |  |
| 6.  | «Bodytalks»              | Richards, Jordan, Drayton, Sarah Dash       | 5:20     |  |
| 7.  | «Hate It When You Leave» | Richards, Jordan, Wachtel                   | 4:59     |  |
| 8.  | «Runnin' Too Deep»       | Richards, Jordan                            | 3:20     |  |
| 9.  | «Will but You Won't»     | Richards, Jordan                            | 5:05     |  |
| 10. | «Demon»                  | Richards, Jordan                            | 4:45     |  |

## Personal
- Keith Richards – voz, guitarra, bajo, teclados y percusión.
- Jack Bashkow – instrumentos de viento-metal.
- Crispin Cioe – instrumentos de viento.
- Sarah Dash – coros.
- Charley Drayton – coros, guitarra, bajo, piano y órgano.
- Babi Floyd – coros.
- Bernard Fowler – coros.
- Arno Hecht – instrumentos de viento.
- Steve Jordan – voz, órgano, batería, conga, percusión.
- Ivan Neville – bajo, piano, órgano, clavinet y vibráfono.
- Waddy Wachtel – voz, guitarra, piano y celesta.

## Posición en listas
| País           | Lista           | Posición |
| -------------- | --------------- | -------- |
| Estados Unidos | Billboard 200   | 99       |
| Reino Unido    | UK Albums Chart | 45       |

| Sencillo             | País           | Lista                  | Posición |
| -------------------- | -------------- | ---------------------- | -------- |
| «Wicked as It Seems» | Estados Unidos | Mainstream Rock Tracks | 3        |
| «Eileen»             | Estados Unidos | Mainstream Rock Tracks | 17       |